# Franck Fréon
Pour les articles homonymes, voir Fréon.
Franck Fréon, né le 16 mars 1962,,, à Paris, est un pilote automobile français.

## Carrière automobile

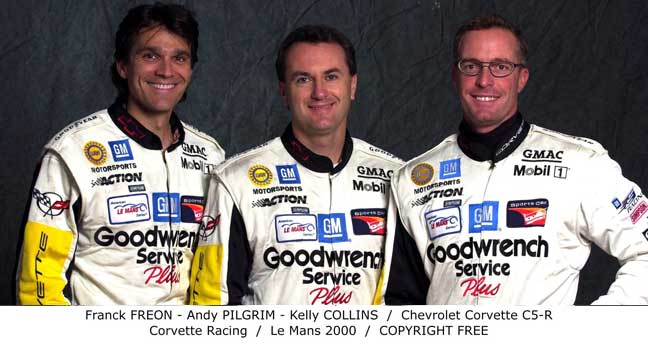
Franck Fréon (à gauche) au Mans en 2000

Franck Fréon a commencé sa carrière dans le championnat français de Renault 5, avant de rejoindre les rangs du Championnat de France de Formule 3 en 1988. Après une année peu fructueuse en Formule 3000, il rejoint les rangs du championnat américain Indy Lights avec un certain succès : 4e dès sa première saison en 1991, il termine vice-champion les deux années suivantes, en décrochant au passage 4 victoires.
Mais sa participation au championnat CART sera plus compliquée, ne parvenant pas à trouver un volant régulier, il ne fera que quelques courses, sans grands résultats, il ne poursuivra pas très longtemps dans ce championnat. Dans le même temps cependant, il participera à plusieurs reprises aux 24 Heures du Mans avec succès, finissant à plusieurs reprises sur le podium de sa catégorie, remportant même l'épreuve en catégorie LMP2 en 1996.
À partir de la saison 2000 avec Corvette, il participera 3 fois à l'épreuve, finissant toujours sur le podium en catégorie GTS, jusqu'à sa dernière participation en 2003 et il sera vainqueur des 24 Heures de Daytona en 2001.

## Résultats aux24 Heures du Mans
| Année | Équipe                     | ÉCo-Driversquipiers            | Voiture                 | Classe   | Tours | Pos. | Class Pos. |
| ----- | -------------------------- | ------------------------------ | ----------------------- | -------- | ----- | ---- | ---------- |
| 1994  | Team Artnature             | Yōjirō Terada Pierre de Thoisy | Mazda RX-7 GTO          | IMSA GTS | 250   | 15e  | 2e         |
| 1995  | D.T.R. Mazdaspeed Co. Ltd. | Yōjirō Terada Jim Downing      | Kudzu DG-3-Mazda        | WSC      | 282   | 7e   | 3e         |
| 1996  | Mazdaspeed Co. Ltd.        | Yōjirō Terada Jim Downing      | Kudzu DLM-Mazda         | LMP2     | 251   | 25e  | 1er        |
| 1997  | Team T.D.R. Mazdaspeed     | Yōjirō Terada Jim Downing      | Kudzu DLM-4-Mazda       | LMP      | 263   | 17e  | 6e         |
| 1998  | Courage Compétition        | Yōjirō Terada Olivier Thévenin | Courage C41-Porsche     | LMP1     | 300   | 16e  | 4e         |
| 1999  | Autoexe Motorsport         | Yōjirō Terada Robin Donovan    | Autoexe LMP99-Ford      | LMP      | 74    | Abd  | Abd        |
| 2000  | Corvette Racing            | Andy Pilgrim Kelly Collins     | Chevrolet Corvette C5-R | GTS      | 327   | 10e  | 3e         |
| 2001  | Corvette Racing            | Andy Pilgrim Kelly Collins     | Chevrolet Corvette C5-R | GTS      | 271   | 14e  | 7e         |
| 2002  | Corvette Racing            | Andy Pilgrim Kelly Collins     | Chevrolet Corvette C5-R | GTS      | 331   | 13e  | 2e         |
| 2003  | Corvette Racing            | Ron Fellows Johnny O'Connell   | Chevrolet Corvette C5-R | GTS      | 326   | 12e  | 3e         |